# Familiegraf

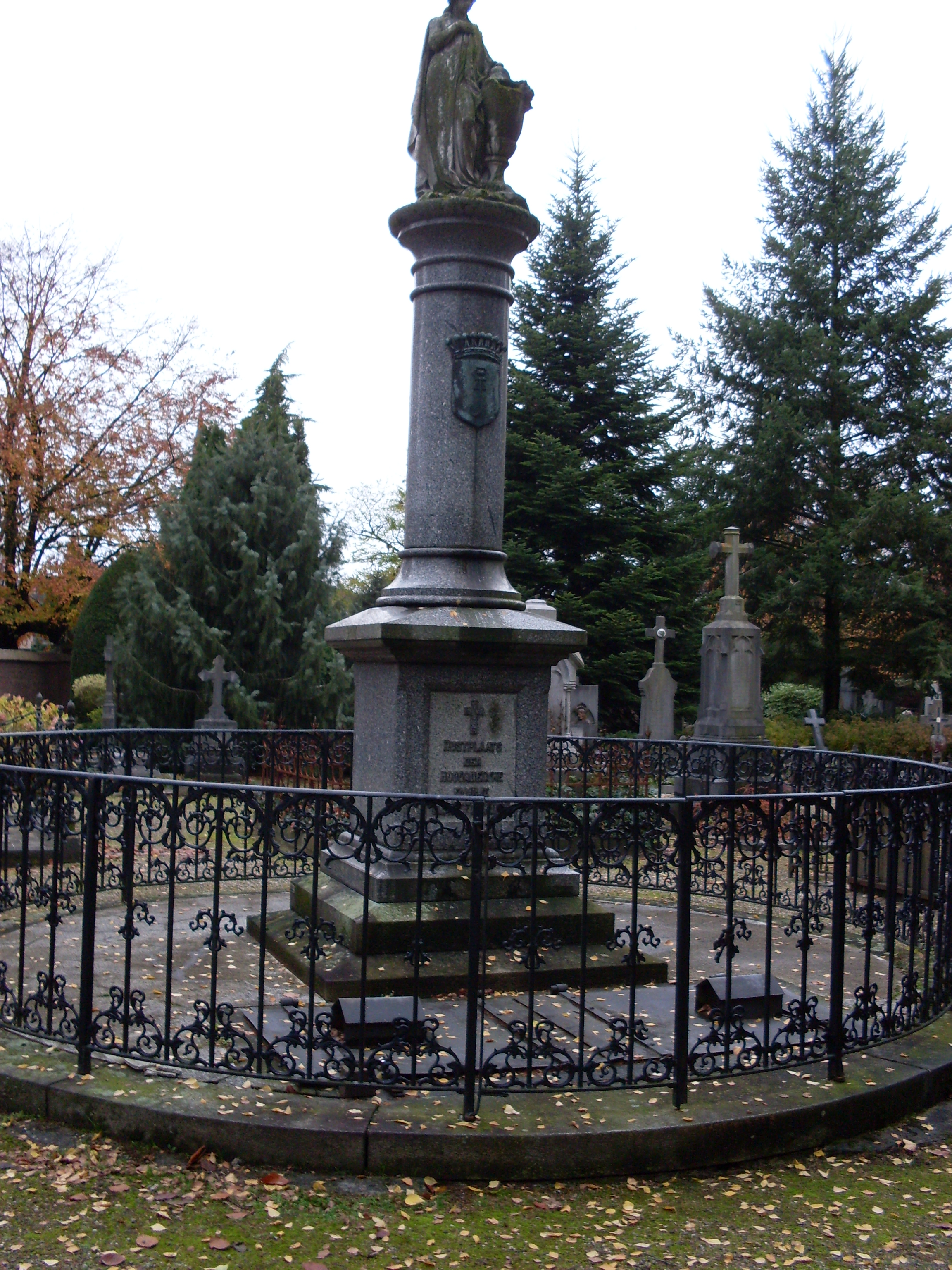
Familiegraf van de familie van Aefferden op de Begraafplaats Nabij de Kapel in ‘t Zand in Roermond

Van een familiegraf wordt gesproken als er meer dan twee leden van één familie samen worden begraven in één graf. Gaat het bijvoorbeeld alleen om twee echtelieden, dan is de term niet van toepassing, maar wordt er gesproken van een dubbelgraf.
De grootte van een familiegraf kan flink variëren. In één graf kunnen zonder problemen drie mensen worden begraven (bijvoorbeeld zoals bij een algemeen graf, met dit onderscheid dat bij een algemeen graf de begravenen dus geen verwanten zijn). Voor meer dan drie personen is vaak een grafruimte ter grootte van twee of meerdere enkele graven nodig, omdat er anders te diep moet worden gegraven.
Bijzonder zijn de grafkelders. Dit zijn zo goed als altijd familiegraven. Het bekendste familiegraf van Nederland is ongetwijfeld de grafkelder van Oranje-Nassau in de Nieuwe Kerk te Delft. Voor België is dit de grafkelder van de Koninklijke Familie in de kerk van Laken.

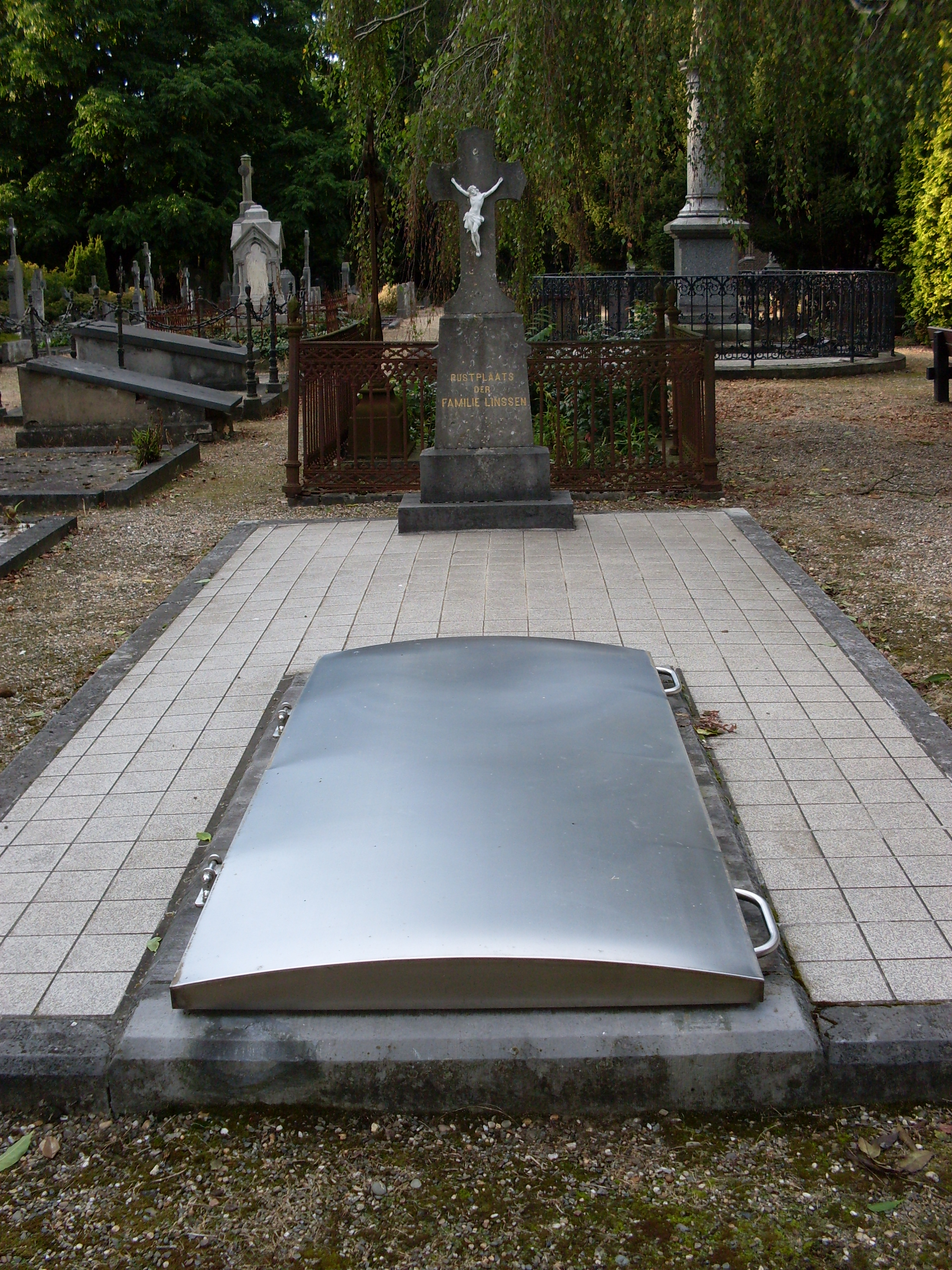
Familiegraf van de familie Linssen op de Begraafplaats Nabij de Kapel in ‘t Zand in Roermond
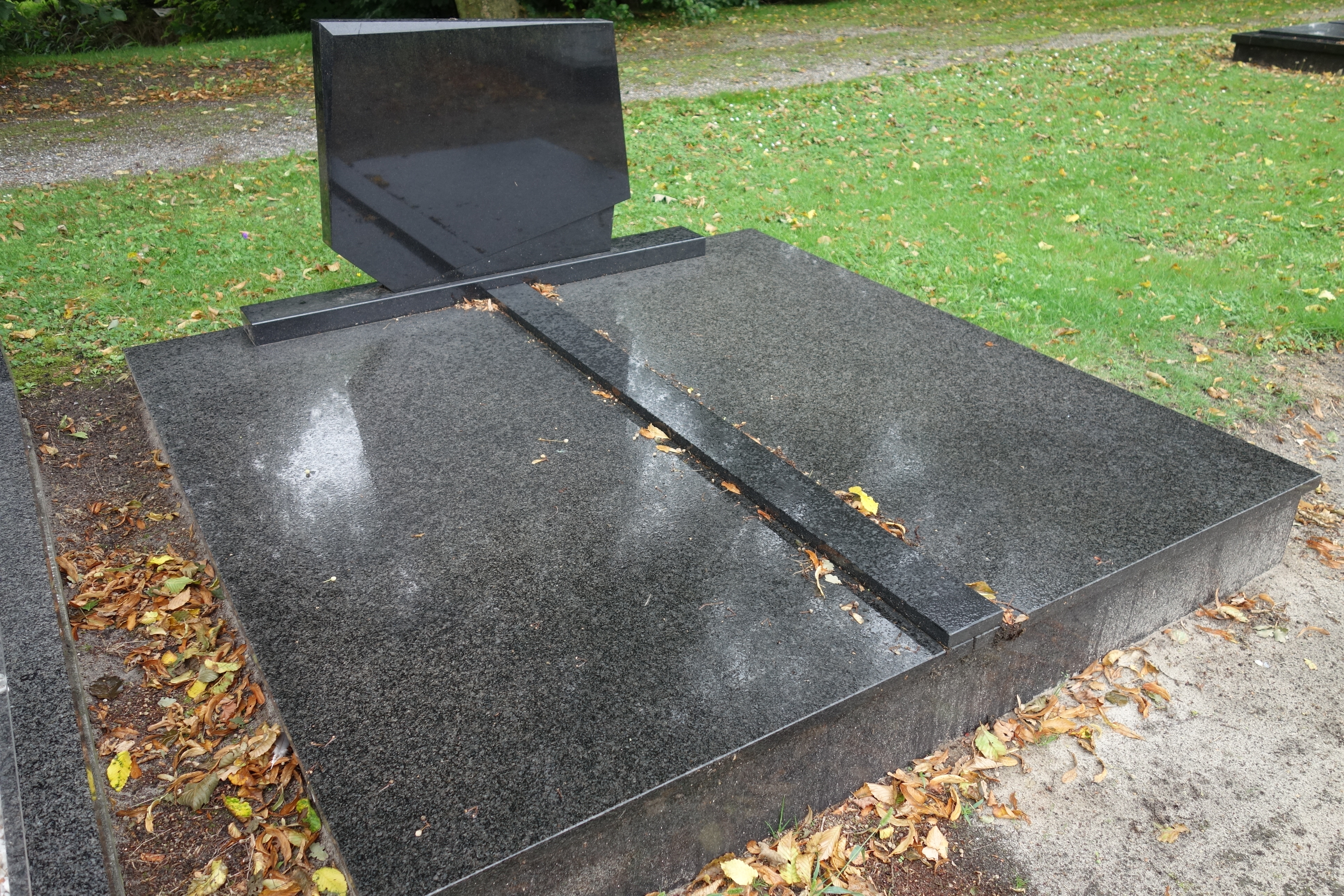
Dubbelgraf op de Algemene begraafplaats Bellingwolde in Bellingwolde